# Cycas papuana
Cycas papuana F.Muell., 1876 è una pianta appartenente alla famiglia delle Cycadaceae, endemica della Papua Nuova Guinea.

## Descrizione
È una cicade con fusto arborescente, alto sino a 2,8 m.
Le foglie, pennate, lunghe 100-130 cm, sono disposte a corona all'apice del fusto e sono rette da un picciolo lungo 30-40 cm; ogni foglia è composta da 180-250 paia di foglioline lanceolate, con margine intero, lunghe mediamente 8-13 cm, di colore verde chiaro (bluastro quando sono giovani), inserite sul rachide con un angolo di 60-80°.
È una specie dioica con esemplari maschili che presentano microsporofilli disposti a formare strobili terminali di forma ovoidale, lunghi 15-20 cm e larghi 8-10 cm ed esemplari femminili con macrosporofilli che si trovano in gran numero nella parte sommitale del fusto, con l'aspetto di foglie pennate che racchiudono gli ovuli, in numero di 4-6.  
I semi sono ovoidali, lunghi 32-35 mm, ricoperti da un tegumento di colore arancio-marrone.

## Distribuzione e habitat
L'epiteto specifico papuana fa riferimento alla sua diffusione nella Papua Nuova Guinea, in particolare nella Provincia Occidentale.

Prospera nelle foreste savaniche su campagne piatte.

## Conservazione
La IUCN Red List classifica C. papuana come specie prossima alla minaccia (Near Threatened).

La specie è inserita nella Appendice  della Convention on International Trade of Endangered Species (CITES).